# Doornspinnertje
Het doornspinnertje (Scythropia crataegella) is een vlinder uit de familie Scythropiidae. De wetenschappelijke naam werd, als Phalaena crataegella, in 1767 door Carl Linnaeus gepubliceerd.
De spanwijdte van de vlinder bedraagt 11 tot 15 millimeter. Het vlindertje komt verspreid over Europa voor. De soort overwintert als rups.

## Synoniemen
- Tinea cornella Fabricius, 1775
- Scythropia obscura Weber, 1945

## Waardplanten
De waardplanten van het doornspinnertje zijn meidoorn, dwergmispel, wilde appel, peer en Prunus-soorten, waaronder sleedoorn. De jonge rupsjes maken kleine mijntjes in het blad, daarna leven de rupsen in een gezamenlijk spinsel.

## Voorkomen in Nederland en België
Het doornspinnertje is in Nederland een niet algemene en in België een lokaal algemene soort, die verspreid over het hele gebied kan worden gezien. De soort vliegt van eind mei tot september.